# Бегство из Республики

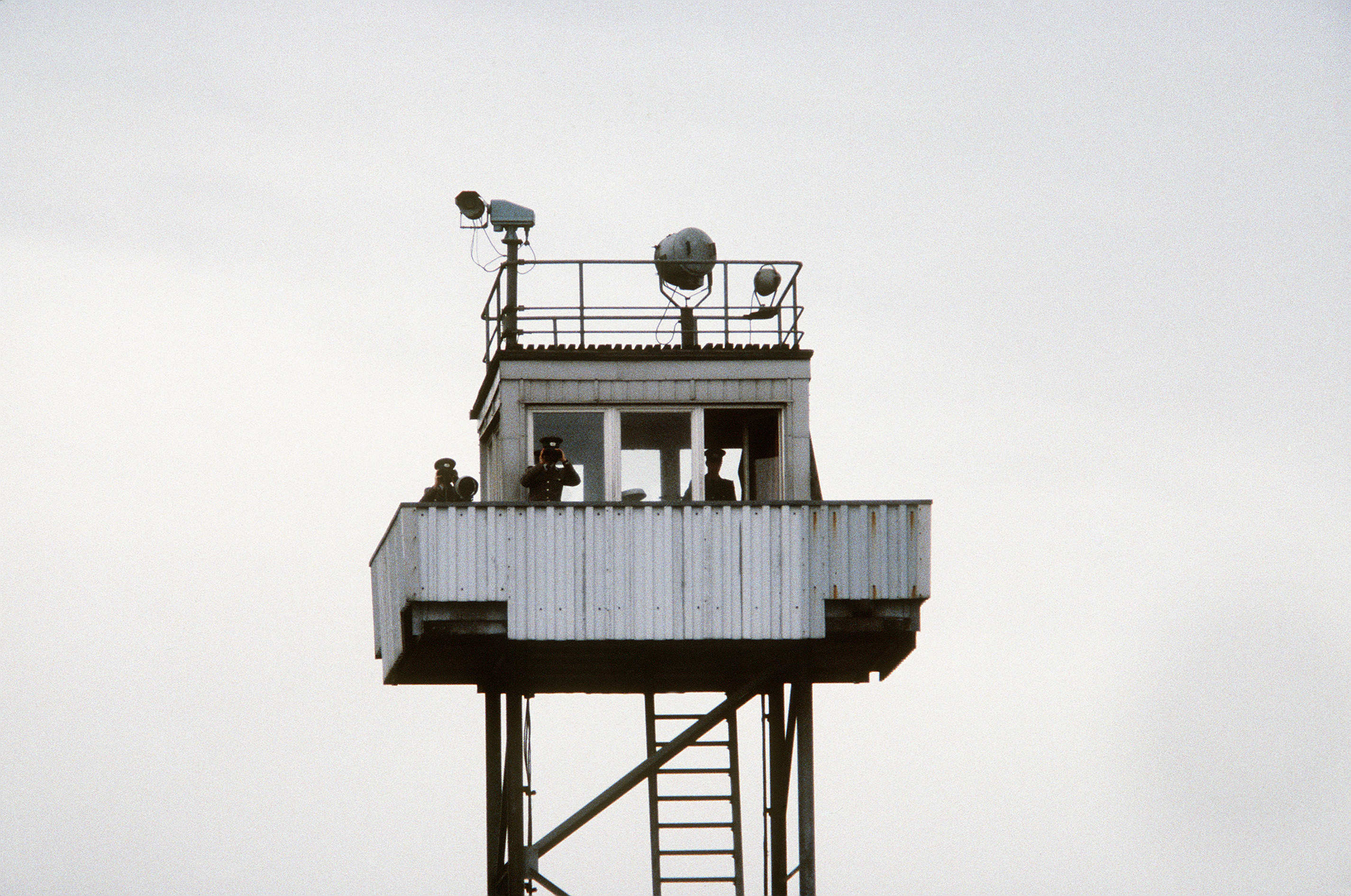
Вышка пограничных войск ГДР на границе с ФРГ. 1984

«Бегство из Республики» (нем. Republikflucht) — неофициальное название, закрепившееся в ГДР (а позднее и в ФРГ), обозначавшее бегство кого-либо из ГДР в Западный Берлин, в Западную Германию, либо в любую другую западную страну. Согласно § 213 Уголовного кодекса ГДР, пересечение границы ГДР без разрешения властей наказывалось лишением свободы на срок до 5 лет.
В 1952 году ГДР закрыла внутригерманскую границу с ФРГ, в 1961 году с возведением Берлинской стены была закрыта граница с Западным Берлином. Эти государственные меры были приняты для предотвращения трудовой миграции квалифицированных кадров из ГДР в Западную Германию. По официальной версии, закрытие границ ГДР было вызвано необходимостью защиты первого социалистического государства на немецкой земле. Выезд граждан ГДР на Запад стал рассматриваться как нарушение закона. Официальное разрешение на временный выезд из ГДР выдавалось в исключительных случаях для достижения экономических, научных, культурных, политических и разведывательных целей. Правительство ФРГ практиковало выкуп за валюту граждан ГДР, преимущественно политических заключённых. До падения Берлинской стены Западная Германия выкупила свободу около 35 тыс. граждан ГДР, потратив на это 3,5 млрд немецких марок. До 1970-х годов ФРГ не признавала официально существование ГДР, поэтому переговоры о выкупе политических узников не велись на правительственном уровне. От ГДР в этих сделках участвовал специальный отдел Министерства государственной безопасности ГДР, от ФРГ — Федеральное министерство внутригерманских отношений. Посредниками выступали адвокаты и церковь.
За совершение преступления по основному составу, изложенному в абзаце 1 § 213 УК ГДР 1968 года, максимальное наказание предусматривалось в форме лишения свободы сроком до двух лет. На практике незаконное пересечение границы ГДР часто квалифицировалось как совершённое при отягчающих обстоятельствах, и согласно абзацу 2 максимальное наказание состояло в таком случае в лишении свободы сроком на 5 лет. В новой редакции УК ГДР, принятой в 1979 году, незаконное пересечение границы ГДР при отягчающих обстоятельствах наказывалось лишением свободы сроком до 8 лет.
При таких попытках побега пограничниками ГДР было убито в общей сложности несколько сотен человек.
Фильм 2018 года «Воздушный шар» («Balloon»), снятый Михаэлем Хербигом, повествует о побеге из ГДР в ФРГ двух семей на воздушном шаре в 1979 году.